# Cristina Moreno Mulet
Cristina Moreno Mulet (Palma, Mallorca, 1974) és secretària de polítiques socials al PSOE i consellera pel grup socialista al Consell Insular de Mallorca des de 2007.
Està diplomada en infermeria per la Universitat de les Illes Balears, de la qual és professora associada del departament d'Infermeria i Fisioteràpia des de l'any 2001. L'any 2006 va publicar "Humanizando la sanidad actual. Un retorno a Montaigne" a Taula, quaderns de pensament.